# Birte Kjems
Birte Kjems (født 9. april 1949) er en dansk tidligere fodboldspiller fra Ribe Boldklub. Hun var målmand på det danske hold som vandt i VM-finalen i 1971 i Mexico City mod værtsnationen Mexico.
I dag er Birte Kjems skoleinspektør i Hellevad.